# Karl Ignatius Lorinser
Karl Ignatius Lorinser, född 24 juli 1796 i Niemes, Böhmen, död 2 oktober 1853 i Patschkau, var en österrikisk läkare: Han var far till Franz Lorinser.
Lorinser verkade 1825–51 i Oppeln som regerings- och medicinalråd samt var från 1835 direktor för barnmorskeanstalten där. Han skrev bland annat Untersuchungen über die Rinderpest (1831) och Die Pest des Orients (1837) samt gav 1831, genom en i "Jahrbücher für wissenschaftliche Kritik" införd avhandling över koleran, anledning till uppgivande av militärkordongsystemets användning mot nämnda farsot. En broschyr av Lorinser, Zum Schutze der Gesundheit in den Schulen (1836; nytryck 1861), framkallade den "lorinserska skolstriden", med mer än 70 stridsskrifter, och medförde gymnastikens upplivande vid de tyska gymnasierna. Hans självbiografi utkom i två band 1864.